# Президентські вибори в Білорусі 2020
Вибори Президента Республіки Білорусь 2020 року — шості чергові вибори білоруського президента, що відбулися 9 серпня 2020 року. ЦВК оголосила про перемогу Олександра Лукашенка, що займає цю посаду з 1994 року п'ять термінів поспіль.
Недопущення до участі та арешти популярних опозиційних кандидатів, фактична заборона проводити соціологічні дослідження передвиборчих рейтингів, а також суттєві розбіжності між попередніми офіційними результатами та паралельним підрахунком опозиції спричинили суспільний резонанс і масові протести.
В травні 2020 року стала відомою дата виборів. На той час найбільш популярними опозиційними кандидатами були колишній голова правління «Белгазпромбанку» Віктор Бабарико та відеоблоґер Сергій Тихановський. Невдовзі обох заарештували і до участі у виборах не допустили. У відповідь на арешт чоловіка свою кандидатуру подала Світлана Тихановська. Її зареєстрували і вона стала фактично єдиним популярним опозиційним кандидатом. До «Об'єднаного штабу» Тихановської увійшли представники Бабарика та Цепкала (іншого альтернативного кандидата).
Тихановська називала себе «перехідним» кандидатом і заявляла, що у випадку перемоги проведе перевибори за демократичними стандартами. 14 серпня було оголошено про створення Координаційної ради зі зміни влади в Білорусі, куди увійшли зокрема нобелівська лавреатка Світлана Алексієвич, колишній міністр культури Павло Латушко, активістка Алана Гебремаріам та представники найбільших страйкуючих підприємств. Серед своїх цілей рада назвала організацію чесних перевиборів.
Жодні з попередніх виборів президента Білорусі, за винятком перших, не було визнано вільними міжнародною спільнотою.

## Передумови
Шості президентські вибори мають відбудутися згідно з двічі зміненою Конституцією, в ході референдумів 1996 і 2004 років. У ході першого референдуму в листопаді 1996 року, відбулося розширення повноважень Президента і створення двопалатного парламенту — Національних зборів. У результаті другого референдуму 2004 року з Конституції були зняті обмеження президентських термінів. Посада президента при цьому, з моменту її створення 1994 року, займає Лукашенко, який здобув перемогу на виборах 1994, 2001, 2006, 2010, 2015 років. Суперпрезидентська форма правління надає президенту Республіки право на розпуск обох палат парламенту; видання декретів, що мають статус закону; призначення 6 з 12, включаючи Голову, і зняття всіх суддів Конституційного суду, Верховного суду та інших судів усіх рівнів. Це мають бути перші вибори президента Білорусі, що пройдуть без спостерігачів ОБСЄ через те, що офіційний Мінськ не запросив спостерігачів.
На початку 2020 року білоруська опозиція проводила праймеріз для визначення єдиного кандидата. З розпалом пандемії їх було скасовано, а найпопулярніший кандидат на той час Павло Северинець оголосив про вихід із праймеріз. Серед причин цього рішення назвав масову участь чиновників та провладних активістів, які, на його думку, намагалися вплинути на результати з користю для влади. Пізніше інші учасники відмовилися від участі у виборах, вважаючи їх проведення неможливим у розпал епідемії.
Група білоруських програмістів створила платформу «Голос» для альтернативного підрахунку голосів. Автори платформи закликали громадян Білорусі надсилати телеграм-боту фотографії заповнених бюлетенів, зроблені з обох боків. Напередодні виборів Генпрокуратура Білорусі запропонувала заблокувати «Голос».

## Виборча система
Згідно з Конституцією Білорусі, Президент країни обирається строком на 5 років і вступає на посаду після складення присяги (стаття 81 Конституції). Вибори президента призначаються Палатою представників Національних зборів Білорусі не пізніше, ніж за п'ять місяців і проводяться в неділю не пізніш як за два місяці до закінчення терміну повноважень чинного Президента (стаття 81). Президентом може бути обраний громадянин Білорусі за народженням, не молодше 35 років, що володіє виборчим правом і постійно проживає в Білорусі не менше десяти років безпосередньо перед виборами (стаття 80). Кандидатом у президенти не має права бути громадянин, який має судимість. Голосувати на виборах президента мають право громадяни Білорусі, які досягли на момент виборів 18 років.

## Передвиборна ситуація

### Хронологія подій
- 8 травня — Палата представників Національних зборів призначила дату проведення президентських виборів — 9 серпня 2020 року; також пропонувалися дати 16, 23 і 30 серпня[2].
- 15 травня — останній день подач заяв про реєстрацію ініціативних груп з висунення кандидатів; подано 55 заяв, що стало рекордом за всю історію країни[13].
- 20 травня — в ході трьох засідань Центральної комісії Білорусі з виборів та проведення референдумів (15, 19 і 20 травня) зареєстровано 15 ініціативних груп[14].
- 22 травня — утворення територіальних виборчих комісій[15].
- 29 травня — пікет в Гродні, в ході якого було затримано лідера ініціативної групи Світлани Тихановської Сергія Тихановського, а також ще 9 осіб, серед яких були активісти і члени ініціативної групи Світлани Тихановської. Як пояснили в МВС, «були затримані особи, в тому числі раніше судимі, які неодноразово притягалися до адміністративної відповідальності, які застосували насильство по відношенню до співробітників міліції Ленінського РВВС з метою перешкоджання їх законній діяльності. Серед затриманих гомельський блогер Сергій Тихановський»[16].
- 5 червня — пройшов перший у передвиборній кампанії пікет зі збору підписів за висунення Лукашенка в президенти[17].
- 10 червня — Лукашенко доручив надати ЦВК підтримку під час виборчої кампанії[18].
- 11 червня — Департамент фінансових розслідувань порушив кримінальну справу стосовно низки співробітників Белгазпромбанка, главою якого був Віктор Бабарико; в банку було проведено декілька обшуків, 15 осіб було затримано[19].
- 17 червня — рахунок виборчого штабу Віктора Бабарико був заблокований, розмір заблокованої суми становив понад 100 тисяч білоруських рубелів[20].
- 18 червня — вранці були затримані Віктор і Едуард Бабарико; ввечері цього ж дня в Мінську пройшла так звана «Акція солідарності» — кілька тисяч людей вишикувалися в живий ланцюг від площі Якуба Коласа до площі Незалежності, відстань між якими становить понад 3 кілометри. Супроводжувалася акція оплесками і гудками проїжджаючих автомобілів. Акція тривала більше шести годин і закінчилася після опівночі[21][22].
- 19 червня — Юрій Губаревич і Олександр Таболіч знялися з президентських перегонів[23][24]; після робочого дня у багатьох містах країни (Мінськ, Гомель, Могильов, Орша, Пінськ і інші.) пройшли чергові численні «Акції солідарності»[25]. Подекуди проходили затримання, а в Бресті і Молодечно відбулися зіткнення з ОМОНом; за даними МВС було затримано 270 громадян[26]; ввечері цього ж дня вийшло записане раніше звернення Віктора Бабарика, в якому той запропонував провести республіканський референдум щодо повернення Конституції 1994 року[27].
- 30 червня — відбулося засідання ЦВК, в ході якого 5 претендентів в кандидати в президенти були відмовлені в реєстрації. Серед них — Валерій Цепкало, у якого визнали лише 75 тисяч підписів зі ста тисяч необхідних[28].
- 14 липня ЦВК Білорусі вирішив не допускати Бабарика кандидатом у президенти на виборах 2020 року, озвученою причиною в ЦВК назвали «незадекларовану власність в офшорах»[29].
- 24 липня Бабарику було пред'явлено нове обвинувачення: у дачі та отриманні хабара[30]. Того ж дня суд продовжив арешт Сергія Тихановського на 15 діб. Його тримають під вартою за мітинг 27 травня у Могильові[31]. Також Валерій Цепкало виїхав з Білорусі до Росії та вивіз із собою дітей. Він заявив, що його хотіли затримати, а його дружину позбавити батьківських прав[32].
- 29 липня держінформагентство БелТА повідомило про затримання 33 бойовиків ПВК «Вагнера», які прибули до Білорусі нібито для здійснення провокацій та дестабілізації обстановки в період виборчої кампанії[33]. Пізніше Білорусь передала бойовиків Росії. 18 серпня Українська правда з посиланням на співрозмовника в Головному управлінні розвідки, опублікувала інформацію про те, що російських бойовиків до Білорусі виманили українські спецслужби з метою вивезти в Україну. Операція нібито зірвалася після доповіді в Офісі Президента України[34].

### Перебіг виборів
У виборах 9 серпня брало участь 5 кандидатів (О. Лукашенко, С. Тихановська, А. Канопацька, А. Дмитрієв та С. Черечень). ЦВК відмовила в реєстрації Віктору Бабарико, Валерію Цепкало, Юрію Ганцевичу, Володимиру Непомнящих, Ользі Ковальковій та Миколі Козлову, також було зменшено кількість спостерігачів, допущених до виборів. При цьому більшість зареєстрованих спостерігачів були представниками Лукашенка. ПАРЄ, ОБСЄ і Парламентська асамблея ОБСЄ не направляли спостерігачів на вибори.
За даними Центрвиборкому, 42% виборців проголосували достроково.
В день виборів, 9 серпня, силовики Білорусі затримали спостерігача Максима Демидовича в Мінському палаці юнацтва, його колегу Любов Ковальову вони планували доправити до РУВС з лікарні. Ковальова потрапила до лікарні після того, як міліціянти вигнали спостерігачів з дільниці. На виборах були понад 200 іноземних спостерігачів (в основному з країн колишнього СРСР) та представники посольств. Було акредитовано 53 868 національних спостерігачів.
О 12:00 явка на вибори склала 54%, а самі вибори визнали такими, що відбулися. Вдень у Мінську було затримано знімальну групу російського телеканалу Дождь, це сталося після розмови журналістів з колегою кандидатки в президенти Світлани Тіхановської.

### Неможливість проголосувати
На деяких дільницях у Білорусі і на закордонних дільницях були ситуації, коли виборці не могли проголосувати. Так сталося, наприклад, в Києві, Москві, Петербурзі, Вільнюсі.

## Ініціативні групи
На засіданнях ЦВК, що відбулися 15,19 і 20 травня були зареєстровані ініціативні групи наступних претендентів:
| № | Претендент           | Посада (на момент висування) | Суб'єкт висування   | Заявили про участь | Дата реєстрації ініціативної групи | Чисельність ініціативної групи (людей) |
| - | -------------------- | --- | ------------------- | ------------------ | ---------------------------------- | -------------------------------------- |
| 1 | Олександр Лукашенко  | Президент Білорусі (з 1994 року), Президент Національного Олімпійського комітету | Самовисування       | 17 листопада 2019  | 15 травня 2020                     | 11480                                  |
| 2 | Віктор Бабарико      | Колишній голова Правління ВАТ «Бєлгазпромбанку» | Самовисування       | 12 травня 2020     | 20 травня 2020                     | 8904                                   |
| 3 | Сергій Черечень      | Голова партії Білоруська соціал-демократична Громада | БСДГ                | 11 січня 2020      | 20 травня 2020                     | 1127                                   |
| 4 | Ганна Канопацька     | депутат Палати представників VI скликання (2016—2019) | Самовисування       | 12 травня 2020     | 20 травня 2020                     | 1314                                   |
| 5 | Андрій Дмитрієв      | Співголова ГО «Говори правду» | ГО «Говори правду!» | 8 травня 2020      | 20 травня 2020                     | 2399                                   |
| 6 | Світлана Тихановська | Перекладачка. Дружина Сергія Тихановського, автора YouTube-каналу «Країна для життя», якому ЦВК відмовила в реєстрації ініціативної групи з висунення в кандидати на президентський посаду. | Самовисування       | 15 травня 2020     | 20 травня 2020                     | 247                                    |

Для реєстрації кандидата в президенти ініціативним групам необхідно зібрати, як мінімум 100 000 підписів на підтримку свого кандидата.

### Вибулі претенденти
- 26 травня Олег Гайдукевич заявив, що знімається з президентської гонки[52].
- 15 червня Наталія Кисіль заявила, що знімається з президентської гонки[53].
- 19 червня Юрій Губаревич і Олександр Таболич заявили, що знімаються з президентської гонки[23][24].
- 30 червня ЦВК відкинула кандидатури Юрія Ганцевича, Володимира Непомнящего, Ольги Ковалькової, Миколи Козлова і Валерія Цепкало[28].
- 14 липня ЦВК Білорусі вирішив не допускати Бабарика кандидатом у президенти на виборах 2020 року, озвученою причиною в ЦВК назвали «незадекларовану власність в офшорах»[29].

| № | Кандидат             | Посада (на момент висування)                                                                                         | Суб'єкт висування | Заявили про участь | Дата реєстрації ініціативної групи | Чисельність ініціативної групи (людей) | Причина неучасті                                                                                      |
| - | -------------------- | --- | ----------------- | ------------------ | ---------------------------------- | -------------------------------------- | --- |
| 1 | Олег Гайдукевич      | Депутат Палати представників VII скликання (з 2019), голова Ліберально-демократичної партії, колишній працівник МВС. | ЛДПБ              | 5 серпня 2019      | 15 травня 2020                     | 4034                                   | Зняв свою кандидатуру на користь Олександра Лукашенка                                                 |
| 2 | Наталія Кисіль       | Індивідуальний підприємець                                                                                           | Самовисування     | 11 травня          | 19 травня 2020                     | 147                                    | Зняла свою кандидатуру на користь Лукашенка, Губаревича, Канопацкої, Тихановскої, Цепкало і Дмитрієва |
| 3 | Олександр Таболич    | Музикант, лідер фолк-метал групи «Znich»                                                                             | Самовисування     | 15 травня 2020     | 20 травня 2020                     | 116                                    | Зняв свою кандидатуру                                                                                 |
| 4 | Юрій Губаревич       | Глава руху «За Свободу»                                                                                              | Рух «За Свободу»  | 15 травня 2020     | 20 травня 2020                     | 120                                    | Зняв свою кандидатуру                                                                                 |
| 5 | Юрій Ганцевич        | Фермер-блогер | Самовисування     | 10 травня 2020     | 15 травня 2020                     | 173                                    | Не здав необхідні підписи і документи в ЦВК                                                           |
| 6 | Володимир Непомнящий | Пенсіонер | ОГП               | 13 травня 2020     | 15 травня 2020                     | 125                                    | Не здав необхідні підписи і документи в ЦВК                                                           |
| 7 | Ольга Ковалькова     | Співголова оргкомітету по створенню партії «Білоруська християнська демократія»                                      | БХД               | 15 травня 2020     | 20 травня 2020                     | 120                                    | Не здав необхідні підписи і документи в ЦВК                                                           |
| 8 | Микола Козлов        | Виконувач обов'язків голови Об'єднаної громадянської партії                                                          | ОГП               | 15 травня 2020     | 20 травня 2020                     | 121                                    | Не здав необхідні підписи і документи в ЦВК                                                           |
| 9 | Валерій Цепкало      | Ініціатор і творець Білоруського Парку високих технологій                                                            | Самовисування     | 8 травня 2020      | 20 травня 2020                     | 884                                    | Менше необхідних 100 000 визнаних дійсними                                                            |

### Збір підписів
Етап збору підписів розпочався 21 травня і завершився 19 червня. Для реєстрації кандидата в президенти ініціативним групам необхідно зібрати, як мінімум 100 000 підписів на підтримку свого кандидата.
До зняття своєї кандидатури Олег Гайдукевич заявив, що за нього було зібрано 30 тис. підписів.
4 кандидата від опозиції (Губаревич, Ковалькова, Козлов і Непомнящий) збирати необхідні 100 тис. підписів не планували, вони зареєстрували свої ініціативні групи для проведення дозволених законом пікетів. Олександр Таболіч також збирати необхідні сто тисяч не планував.
5 червня голова ініціативної групи Олександра Лукашенка голова Федерації профспілок Михайло Орда заявив, що за чинного Президента Білорусі зібраний вже мільйон підписів. На наступний день Віктор Бабарико перший серед альтернативних кандидатів повідомив про те, що зібрав потрібну кількість підписів. Через два дні, 8 червня вже Валерій Цепкало заявив про зібрані ста тисячах підписів. 10 червня Канопацька і Наталія Кисіль сповістили про те, що також зібрали 100 тисяч підписів. 12 червня Лукашенко повідомив, що за нього було зібрано вже півтора мільйона підписів. Увечері 15 червня Світлана Тихановська повідомила про те, що її ініціативна група зібрала необхідні 100 тисяч підписів. 16 червня Андрій Дмитрієв також повідомив про зібрані ста тисячах підписів. Станом на ранок 18 червня Віктор Бабарико зібрав 420 тисяч підписів, що є абсолютним рекордом для альтернативного кандидата в президенти за всю історію виборів в незалежній Білорусі.
| № | Кандидат             | Зібрано підписів | Здано підписів                     | Прийнято підписів                  | Відсоток прийнятих підписів        |
| - | -------------------- | ---------------- | ---------------------------------- | ---------------------------------- | ---------------------------------- |
| 1 | Олександр Лукашенко  | 2 000 000        | >2 000 000                         | 1 939 572                          | 96,98%                             |
| 2 | Віктор Бабарико      | 435 119          | 107 000                            | 106 841                            | 45,41%                             |
| 3 | Андрій Дмитрієв      | 100 000          | 107 000                            | 106 841                            | 99,85%                             |
| 4 | Ганна Канопацька     | 110 000          | 110 000                            | 146 588                            | 133,26%                            |
| 5 | Світлана Тихановська | 146 000          | >110 000                           | 104 757                            | 95,23%                             |
| 6 | Валерій Цепкало      | 214 000          | 160 000                            | 75 249                             | 47,03%                             |
| 7 | Наталія Кисіль       | 108 000          | знялася з президентських перегонів | знялася з президентських перегонів | знялася з президентських перегонів |
| 8 | Сергій Черечень      | 106 500          | близько. 106 000                   | 143 109                            | 135,01%                            |

### Брак підписів
29 червня районні виборчі комісії перевіряли справжність поданих претендентами в кандидати в президенти підписів. Протягом цілого дня приходили повідомлення про те, що підписи Віктора Бабарико та Валерія Цепкало масово визнавали недійсними. Так, в Гомелі відкинули 4 870 підписів за Віктора Бабарико, з огляду на те що 23,3% з них були визнані недійсними. Подані 1 956 підписів за Валерія Цепкало були також визнані недійсними. Подібні ситуації відбувалися в Світлогорську, Вітебську, Борисові, Мозирі, Гродні та в інших містах.
У Фрунзенському районі Мінська — в найбільшій територіальній одиниці країни — відкинули всі 47 тис. підписів, зібраних на підтримку Віктора Бабарико, у Цепкало — 17,8 тис. підписів. У Московському районі повідомили про 30 тисячах невизнаних підписів за Бабарико. Таким чином, по всій країні відкинули понад 100 тисяч із зібраних 435 тисяч підписів за екс-банкіра Белгазпромбанка.

## Передвиборчі рейтинги кандидатів
В Білорусі заборонені соц-опитування. Але незалежні ЗМІ проводять онлайн-опитування.

### Інтернет-опитування
Станом на 6 червня 2020, популярність кандидатів за даними спеціальної служби Primaries.by така:
| Кандидат             | Відсоток голосів |
| -------------------- | ---------------- |
| Віктор Бабарико      | 59.4             |
| Валерій Цепкало      | 18.7             |
| Світлана Тіхановська | 14.8             |
| Олександр Лукашенко  | 3.01             |
| Ганна Конопацька     | 0.7              |

У опитуванні взяли участь 48,258 осіб.

### Саша 3%
У кінці травня 2020 року популярні білоруські видання Onliner і Tut.by, а також кілька телеграм-каналів провели онлайн-опитування. За результатами, Лукашенко набрав лише 3%, через що він отримав прізвисько «Саша 3%».

### Меми
Під час виборів було кілька мемів про Лукашенка, одні з найпопулярніших:
- Саша 3%[81][80];
- ПСІХО3%[81];
- ЯМЫ97%[81];
- Таракан[86];
- Тапочная революция[87];
- Стоп тарган[88][89][87];
- Тараканік[80];
- Вусатий тарган[89].

## Офіційні результати
ЦВК Білорусі опублікувала такі результати. Частина міжнародної спільноти не визнає їх дійсними, а частина громадян Білорусі протестує проти фальсифікацій.
| Кандидат                | Кандидат                | Партія                                 | Голоси    | %     |
| ----------------------- | ----------------------- | -------------------------------------- | --------- | ----- |
|                         | Олександр Лукашенко     | Незалежний                             | 4,661,075 | 80.10 |
|                         | Світлана Тихановська    | Незалежний                             | 588,622   | 10.12 |
|                         | Ганна Канопацька        | Незалежний                             | 97,489    | 1.67  |
|                         | Андрій Дмитрієв         | Незалежний                             | 70,671    | 1.20  |
|                         | Сергій Черечень         | Білоруська соціал-демократична громада | 66,613    | 1.14  |
|                         | Проти всіх              | Проти всіх                             | 267,360   | 4.59  |
| Недійсні/чисті бюлетені | Недійсні/чисті бюлетені | Недійсні/чисті бюлетені                | 69,505    | –     |
| Загалом                 | Загалом                 | Загалом                                | 5,818,955 | 100   |
| Явка                    | Явка                    | Явка                                   |           | 84.17 |
| Джерело: ЦВК Білорусі   |                         |                                        |           |       |

20 серпня 2020 платформа «Голос», що займалася паралельним підрахунком голосів, опублікувала звіт на основі 1310 протоколів, згідно з якими Тихановська набрала понад 81% голосів.

## Протести й репресії
У різних містах Білорусі з початку літа 2020-го поновилися протести проти чинного президента Лукашенка. Протестувальники сформували «ланцюг солідарності» вишикували в Гомелі, Могильові, Бобруйську, Барановичах, Гродні, Вітебську. Після цього ОМОН у Мінську почав витісняти учасників акції з проспекту Незалежності.
19 червня було затримано щонайменше 100 учасників протестів та 10 журналістів. Затримання пройшли в Мінську, Бобруйську, Вітебську, Гомелі, Гродні та Могильові.
Окрім того, 18 червня міліціянтами в Гомелі було затримано кандидата в президенти Віктора Бабарико, приводом для затримання було заявлено несплату податків та легалізацію незаконно отриманих доходів. 22 червня влада також заарештувала сина Бабарико Едуарда.
19-20 червня протести продовжились, міліціянтами особливого призначення лише в столиці було заарештовано понад 150 активістів, та ще стільки ж в інших містах країни. МВС Білорусі склало 270 протоколів за «порушення порядку» й «непокору міліції». Списки затриманих викладають та оновлюють на сайті правозахисного центру «Вясна», після цього влада позбавила даний центр акредитації.
15 липня під час протестів було затримано понад 250 учасників, постраждало 6 міліціонерів.
9 серпня в день виборів почалися масові протести по всій країні. Між мітингувальниками та міліцією відбулися масові зіткнення, чимало людей було затримано. За даними правозахисників, станом на ранок 10 серпня кількість затриманих протестувальників перевищувала дві сотні.
Вдень 9 серпня Белта повідомила, що за даними МВС Білорусі було затримано 3000 чоловік, 2000 — у Мінську, 1000 — в інших регіонах.
Під час акцій протесту, зокрема, побили українського фотокореспондента й затримали 9 громадян України, а також трьох польських студентів.
Після виборів, за повідомленням міністра закордонних справ країни Литви Лінаса Лінкявічуса Світлана Тихановська покинула Білорусь і станом на 11 серпня перебувала у Литві.
12 серпня на стихійні акції протесту в Мінську з вимогою зупинити насильство силовиків і провести чесні вибори президента Білорусі вийшли працівники місцевих ринків, родичі затриманих демонстрантів, а також сотні жінок у білому. А на вечір анонсовано масштабне блокування доріг. Разом із тим, у Міністерстві внутрішніх справ Білорусі визнали, що стріляли по протестувальниках на влучання.
Тим часом опозиційний політик Білорусі та екс-кандидат у президенти Валерій Цепкало оголосив про створення фронту національного порятунку країни.
Білоруська письменниця та лауреатка Нобелівської премії Світлана Алексієвич вважає, що Олександр Лукашенко має піти з посади
13 серпня на протест вийшли працівники низки провідних білоруських підприємств. До загальнонаціонального страйку проти дій влади долучилися сотні працівників найбільшого в країні підприємства Білоруський автомобільний завод.
14 серпня на масові страйки на підприємствах Білорусі відреагував Лукашенко, заявивши, що такі протести можуть негативно позначитися на їхній майбутній роботі. Тим часом, протестувальники анонсували найбільший в історії Білорусі марш свободи. Планується, що захід розпочнеться у неділю, 16 серпня, о 14:00.
15 серпня безвісти зник один з членів ЦВК Білорусі Костянтин Шишмаков з Вовковиська, який до цього відмовився підписувати протокол про вибори в Білорусі. 18 серпня було знайдено його тіло в річці Німан.
17 серпня, після наймасштабнішого в історії Білорусі Маршу за свободу, Тихановська заявила про готовність стати національним лідером, щоб країна «заспокоїлася й увійшла в нормальний ритм». Лукашенко ж, виступаючи перед працівниками МКЗТ, заявив: «Поки ви мене не вб'єте, інших виборів не буде».
18 серпня Тихановська записала нове відеозвернення з нагоди дня народження свого чоловіка, політв'язня Сергія Тихановського.
Згодом звільнений через підтримку протестувальників керівник Купаловського театру Павло Латушко, який є членом координаційної ради об'єднаної опозиції, заявив про погрози.
20 серпня Генпрокуратура Білорусі відкрила справу за статтею про захоплення влади опозицією.
21 серпня Лукашенко пообіцяв розібратися з протестами «найближчими днями».
23 серпня у центрі м. Мінськ відбувся Марш нової Білорусі, де за оцінками спостерігачів, зібралися понад 100 тисяч протестувальників. Увечері того ж дня, Лукашенко прилетів на вертольоті до Палацу незалежності в Мінську, при цьому будучи одягненим в бронежилет та з автоматом АКС-74У в руках.
30 серпня у Мінську та інших білоруських містах відбулись акції протесту, які назвали маршем миру та незалежності. На вулиці вийшли щонайменше десятки тисяч людей. За даними ЗМІ, в центрі столиці затримали кілька десятків людей. Серед затриманих є журналісти. Загалом влада повідомила про понад сто затриманих у країні. На численних відео видно, що протестувальники намагаються не дозволити затримувати своїх, тож виникали сутички. Багатотисячний натовп знову приходив до палацу Лукашенка, а той вкотре позував перед фотокамерами з автоматом в руках.
31 серпня у Білорусі було затримано двох лідерів протестів проти фальсифікацій на президентських виборах та насильства влади проти демонстрантів. Йдеться про співголову страйкового комітету «Білоруськалію» Анатолія Бокуна та членкиню президії Координаційної ради білоруської опозиції Лілію Власову. МВС Білорусі 31 серпня також повідомило, що під час «несанкціонованих акцій» напередодні в країні було затримано 173 особи, їм  загрожує адміністративне покарання. 30 серпня в Мінську та у регіонах Білорусі відбулися чергові акції протесту. Лише у столиці кількість учасників демонстрації оцінюють у понад 100 тисяч осіб.
5 вересня під час акцій протесту в Мінську силовики затримали багато демонстрантів, серед яких – працівники ЗМІ.

## Фальсифікації
На деяких дільницях у Білорусі явка була більшою за 100%. Про це повідомили спостерігачі.

### Псування бюлетенів
На деяких дільницях виборці жалілися на те, що видані бюлетені були зіпсовані: там були крапки або мітки. Бюлетені замінюють тільки на вимогу виборців.

## Міжнародна реакція
Першим із перемогою на виборах Олександра Лукашенка привітав голова Китайської Народної Республіки Сі Цзіньпін. Слідом за ним вітання для Лукашенка надійшло і від президента РФ Володимира Путіна. Президент Казахстану Касим-Жомарт Токаєв теж одним із перших привітав Лукашенка.
Прем'єр-міністр Польщі Матеуш Моравецький виступив з ініціативою провести надзвичайний саміт Євросоюзу у зв'язку з протестами в Білорусі після виборів президента. У Європейському Союзі засудили дії білоруських силовиків щодо протестувальників.
Президент України Володимир Зеленський закликав до діалогу і терпіння. Депутат ВРУ закликали до стриманості.
14 серпня міністри закордонних справ країн-членів Європейського Союзу мають намір обговорити ситуацію у Білорусі.
Президент Литви представив план виведення Білорусі із кризи, який передбачає три кроки: Перший крок — припинити застосування сили проти своїх громадян і загострення ситуації. Другий — звільнити всі ті тисячі громадян, які кинуті у тюрми. Третій — має початися діалог між владою та людьми, для цього потрібно створити Національну раду у складі представників уряду та громадянського суспільства. Посередниками у переговорах готові буди президенти Польщі та Латвії. В ООН засудили масові арешти в Білорусі.
Прем'єр-міністр Чехії Андрей Бабіш заявив про необхідність проведення повторних виборів у Білорусі і допуску іноземних спостерігачів. В іншому випадку прем'єр пригрозив Мінську санкціями.
21 серпня Латвія та Естонія підготували санкції проти білоруських посадовців, причетних до силових розгонів протестів та фальсифікації виборів.

## Результати
Вранці 10 серпня ЦВК Білорусі оприлюднила попередні підсумки президентських виборів: за Олександра Лукашенка проголосували 80,23% виборців, за Світлану Тихановську — 9,9%.
У Тихановської вже увечері 9 серпня заявили про перемогу на 3 дільницях у Мінську із значним відривом від Олександра Лукашенка. За неї проголосувало: дільниця № 51 Жовтневого району 1226 і за Лукашенка — 394; дільниця № 70 Первомайського району: за Лукашенка — 686, за Тихановську — 1023;
дільниця № 37 Первомайського району: за Лукашенка — 297, за Тихановську — 848. Штаб суперниці Лукашенка відмовився визнавати попередні результати виборів. Сама ж Тіхановська назвала себе переможцем виборів президента у Білорусі.
Згідно з офіційними попередніми підсумками, опублікованими о 9:00 11 серпня, результати виборів були такими:
- Олександр Лукашенко — 80,23%
- Світлана Тихановська — 10,0%
- Анна Канопацька — 1,68%
- Андрій Дмитрієв — 1,04%
- Сергій Черечень — 1,13%
- Проти всіх — 6,02%

Остаточні результати виборів планується оголосити 14 серпня. Опубліковані дані багато хто з учасників виборів назвав підробленими, такі результати викликали посилення протестів в різних містах країни.
Офіційні результати, опубліковані 14 серпня:
- Олександр Лукашенко — 80,10%
- Світлана Тихановська — 10,12%
- Анна Канопацька — 1,68%
- Андрій Дмитрієв — 1,21%
- Сергій Черечень — 1,14%
- Проти всіх — 4,59%